# オーストリア＝ハンガリー・グルデン
オーストリア＝ハンガリー・グルデンまたはフォリント（独: Österreichisch-ungarische Gulden、洪: Osztrák–magyar forint）は、1867年～1892年までオーストリア＝ハンガリー帝国で使われていた通貨である。1グルデン＝100クロイツァーとされていた。